# Le Fantôme de l'espace (film)
Pour les articles homonymes, voir Le Fantôme de l'espace (série d'animation).
Pour plus de détails, voir Fiche technique et Distribution.
Le Fantôme de l'espace (Phantom from Space) est un film de science-fiction réalisé par W. Lee Wilder, sorti en 1953.

## Synopsis
Les enquêteurs de la Commission fédérale des communications (FCC) arrivent dans la vallée de San Fernando après ce qui semble être une collision avec une soucoupe volante, causant des interférences massives avec les transmissions par radio. Pendant leur enquête, ils reçoivent des rapports de témoins oculaires de ce qui semble être un homme vêtu d'une tenue bizarre, qui semble être radioactive et donc une menace publique.
Leur enquête révèle que l'homme est en réalité une créature humanoïde de l'espace, qui est invisible sans sa combinaison spatiale. Ils commencent une chasse à l'homme. L'action culmine à Los Angeles où l'étranger invisible a été suivi. Il est pris au piège dans le célèbre Observatoire Griffith. Une femme assistante de laboratoire découvre qu'il peut être vu en utilisant la lumière ultraviolette. L'étranger tente de communiquer en tapant un code, mais personne ne peut le comprendre. Maintenant, respirant lourdement parce que ses réserves de gaz respiratoire sont maintenant faibles, il est pris au piège en haut sur la plate-forme supérieure du télescope Griffith. Parce qu'il ne peut plus survivre sans son gaz respiratoire, il chancelle puis tombe raide mort. Son corps devient brièvement visible avant de s'évaporer complètement.

## Fiche technique
- Titre original : Phantom from Space
- Titre français : Le Fantôme de l'espace
- Réalisation : W. Lee Wilder
- Scénario : William Raynor, Myles Wilder d'après une histoire de Myles Wilder
- Photographie : William H. Clothier
- Effets spéciaux : Alex Weldon, Howard A. Anderson
- Montage : George Gale
- Musique : William Lava
- Production : W. Lee Wilder
- Société de production : Planet Filmplays
- Société de distribution : United Artists
- Pays :  États-Unis
- Langue : anglais
- Format : Noir et blanc - 35 mm - 1,37:1 - son mono (Western Electric Recording)
- Genre : Science-fiction
- Durée : 73 minutes
- Dates de sortie :
  - États-Unis : 15 mai 1953
  - France : ?

## Distribution
- Ted Cooper : le lieutenant Hazen
- Tom Daly : Charlie
- Steve Acton : l'opérateur radio
- Burt Wenland : l'agent Joe
- Lela Nelson : Betty Evans
- Harry Landers : le lieutenant Bowers
- Burt Arnold : Darrow
- Sandy Sanders : le premier policier
- Harry Strang : un voisin
- Jim Bannon : le sergent de police Jim
- Jack Daly : Joe Wakeman
- Michael Mark : Refinery Watchman
- Rudolph Anders : Dr. Wyatt
- James Seay : le major Andrews
- Noreen Nash : Barbara Randall
- Steve Clark : Bill Randall
- Dick Sands : l'extraterrestre